# Eugeniusz Różański
Eugeniusz Różański (ur. 12 października 1945 w Lubece) – polski trener piłkarski, w swojej karierze prowadził między innymi; Pogoń Szczecin, Zagłębie Lubin, Chemika Police, czy Szczecińską Stal Stocznię.